# 尾島俊雄
尾島 俊雄（おじま としお、1937年9月2日 - ）は、日本の建築家、建築学者、教育者、環境学者、都市環境工学者、都市科学者。工学博士。早稲田大学名誉教授。

## 人物
富山県生まれ。早稲田大学で建築都市環境に関する教育と研究、また研究成果の実践につとめた人物。
1970年に、早稲田大学にて日本で初めての都市環境工学講座を建築学科に設けた。
2008年からは 財団法人建築保全センター理事長ほか。アジア都市環境学会会長。

## 略歴
- 1956年 富山県立富山高等学校卒業
- 1960年 早稲田大学第一理工学部建築学科卒業
- 1962年 早稲田大学大学院理工学研究科修士課程修了
- 1965年
  - 早稲田大学大学院理工学研究科博士課程修了
  - 早稲田大学理工学部専任講師
- 1969年 早稲田大学理工学部助教授
- 1974年 早稲田大学理工学部教授
- 2008年 早稲田大学名誉教授

## 業績
大阪万国博覧会、国際科学技術博覧会など、日本国内で開催された博覧会会場環境設計ほか多数。また、新東京国際空港や多摩ニュータウン・センター地区などの基本設計なども手がけている。
2008年、都市環境工学の発展に対する貢献で、日本建築学会賞受賞。その他受賞多数。2016年春の叙勲で瑞宝中綬章を受章。
「尾島俊雄研究室」は環境アドバイザーとして、国立競技場（2020東京五輪のメインスタジアム）建設に参加した。早稲田大学大学院在籍中には井上宇市研究室の一員として、国立代々木競技場第一体育館（1964東京五輪の競泳会場）の設備設計に携わった。

## 著書
- ヒートアイランド (書籍)ほか多数